# У рају изнад облака (песма)
У рају изнад облака је песма и сингл музичке рок групе Галија, објављен 17. априла 2018. године, као најава за истоимени албум. Објављен је под окриљем издавачких кућа Long Play и ПГП РТС. Спот за песму снимљен је на Исланду, а аутор спота је Драгослав Улић Даг.

### Информације
- Аутор спота: Драгослав Улић Даг
- Аутор музике : Ненад Милосављевић
- Аутор текста : Предраг Милосављевић
- Аутори аранжмана: Ненад Милосављевић / Александар Хабић
- Вокал: Ненад Милосављевић
- Бек вокали: Ненад Милосављевић / Предраг Милосављевић
- Ел. гитаре: Иван Зорановић / Драгутин Јаковљевић
- Клавијатуре: Александар Хабић
- Хор Љиљане Ранђеловић; Хор је снимљен у студију Оливера Јовановића - снимао Оливер Јовановић
- Продуцент: Александар Хабић
- Сниматељ: Лука Милосављевић